# ヒト化マウス

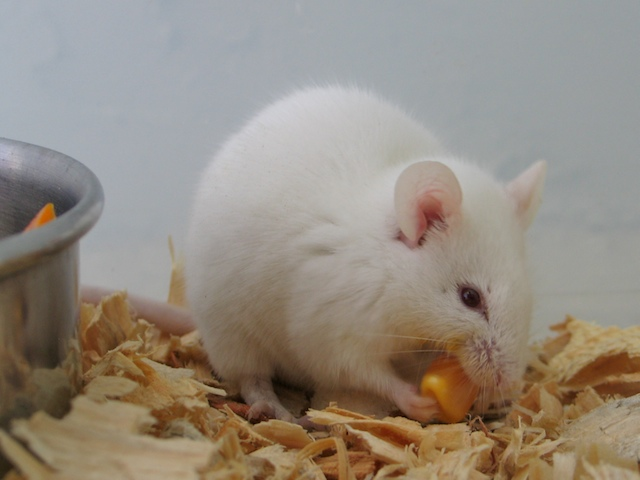
アルビノマウス。ヒト化マウスも見た目は普通のハツカネズミである（一部のヌードマウスやヒトの頭皮を移植した場合などを除く）

ヒト化マウス（ヒトかマウス、英:Humanized mouse）はマウスの遺伝子・細胞・組織の一部が人間の物に置き換わったマウスである。ヒト化マウスには遺伝子レベルでのヒト化マウスとマウスの体内に人間の細胞・組織を定着させた細胞・組織レベルでのヒト化マウスがある。

## 概要
マウスの受精卵の遺伝子にヒトの遺伝子の一部を導入し、成長したマウスはその遺伝子の一部がヒトの物である遺伝子導入マウス (トランスジェニックマウス)と、免疫不全マウスにヒトの細胞を移植した、マウスの体内でヒトの細胞が生きて定着しているマウスとがある。免疫不全マウスは免疫がなく異物を排除できないマウスでヒトの正常細胞や癌などの細胞を移植するとマウスの体内で生着する。このヒトの細胞が体内で生きているマウスをヒト化マウスと言い、生体や疾患の研究、疾患治療研究あるいはヒトのウイルスを感染させるなどヒトでは出来ない生体実験を行う。遺伝子組換えマウスではマウスの全身の全細胞で遺伝子の一部がヒトのものに置き換わっており細胞はマウスの物であるが性質の一部がヒトの物になっている。
- トランスジェニック・ヒト化マウス→遺伝子の一部がヒトの物。
- 免疫不全マウスを使ったヒト化マウス→マウスの生体内でヒトの細胞が生きているマウス

遺伝子組み換え技術と免疫不全マウスの組み合わせで臓器レベルでのヒト化マウスも可能になりつつあり、肝臓の80％が人の肝細胞に置き換わったマウスも作られている。
本項では主に免疫不全マウスを使ったヒト化マウスについて述べ、遺伝子レベルでのヒト化マウス（トランスジェニックマウス）
については最後に述べる。

## 免疫不全マウスを使ったヒト化マウス
疾患の研究や薬剤の開発に当たって、人間を用いる実験は出来ない。一般には動物で実験するが、動物実験の結果が人間に当てはまるとは限らない。その為に動物にヒトの正常細胞や疾患細胞を移植し定着させたヒト化動物が有用となっている。動物でもマウスは成長が早く繁殖力が強く世代交代が早く飼いやすい。従来から実験動物にはマウスが一番たくさん使われているが、ヒト化動物でもマウスが使いやすく、ヒト化マウスの開発が進められ、大きな成果をあげている。
ヒトの細胞が定着したヒト化マウスを作るには重度の免疫不全マウスを用いる。免疫不全マウスは異物の排除能力がなく、ヒトの細胞を植えるとマウスの体内でヒトの細胞や組織が定着する。もちろん免疫不全マウスは完全無菌状態で飼育しないと細菌やウイルスの感染ですぐに死亡する。

ただし、免疫不全マウスといえど初期の免疫不全マウスにはわずかに免疫が残っており、ヒトの細胞の移植は限定的なものであった。1980年から現在に至るまでの免疫不全マウスの改良（免疫不全マウスから、重度の免疫不全マウス、さらに重度の超免疫不全マウス）によって現在ではさまざまなヒトの細胞の移植が容易になっている。
現在では、もっとも進んだ超免疫不全マウスにはNOD/Shi-scid-IL2Rγnullマウス（NOGマウス）やRag2null/IL2Rγnullマウスなどがありこれらの超免疫不全マウスにヒトの造血細胞を移植するとマウスの体内にヒトの造血細胞が定着し、マウスの体内でヒトの血液細胞が生産され定着・循環する。超免疫不全マウスの皮膚にヒトの頭皮を移植するとマウスにヒトの毛髪がはえ、ヒトの子宮内膜細胞を移植したヒト子宮内膜モデルマウスではホルモンの調節投与で月経周期を示せる。同じくヒトのがん細胞や白血病細胞を超免疫不全マウスマウスに定着させることも、あるいはマウスの体内に定着させたヒトの血液細胞にエイズウイルスを感染させてマウスをヒトのエイズモデルにすることも可能である。

## 免疫不全マウス開発の歴史

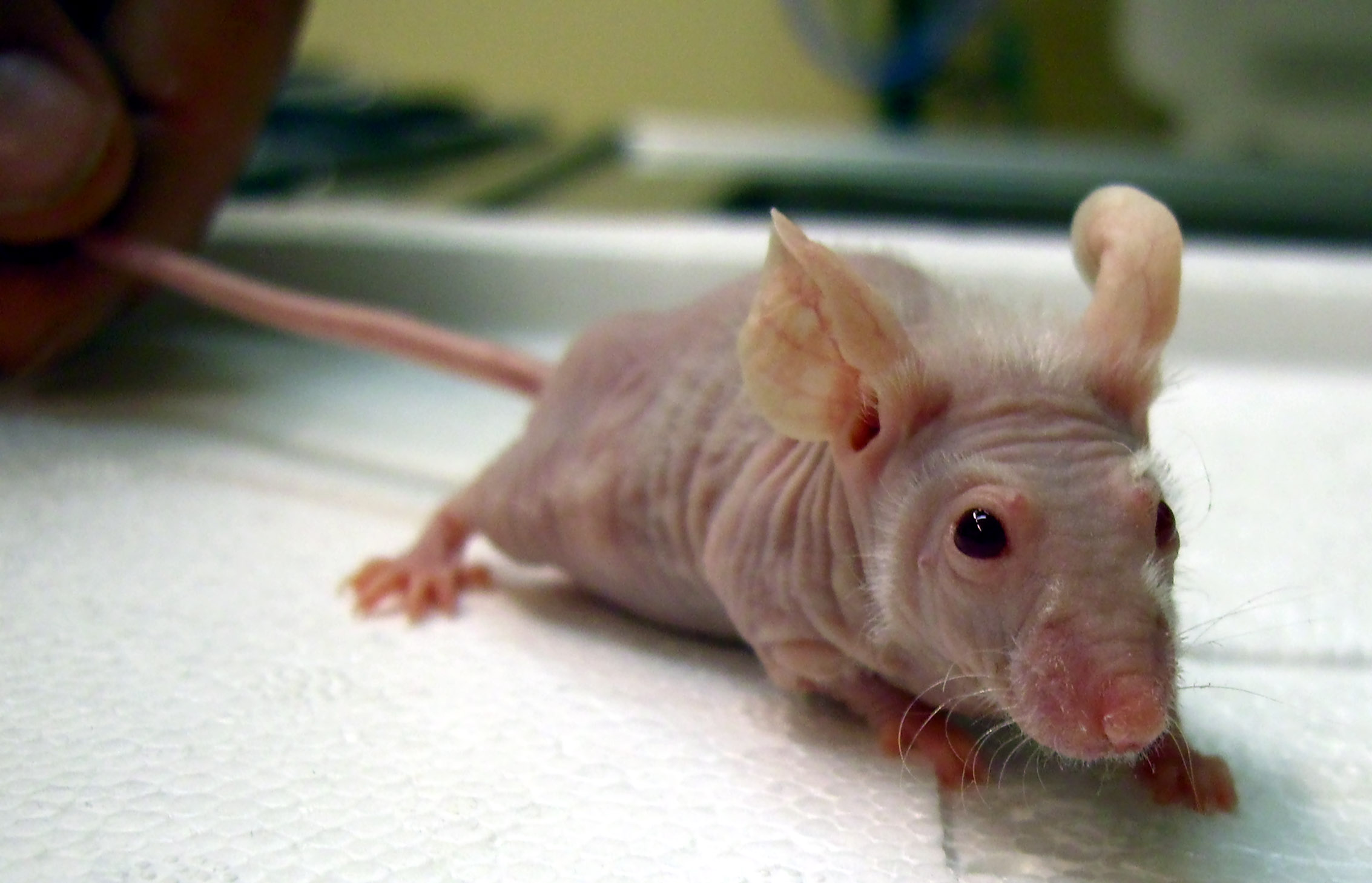
ヌードマウス 最初の免疫不全マウスである。ヒトの細胞の定着は悪かった

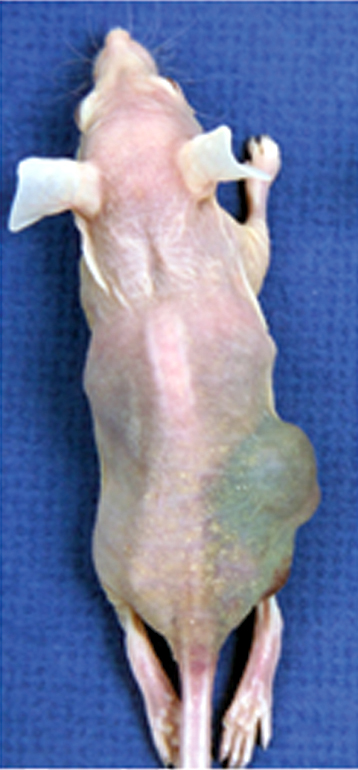
ヒトの前立腺癌を移植されたヌードマウス

ヒトやマウスの免疫系は複雑であり、免疫に関わる細胞もしくは分子の主なものだけでもT細胞（Tリンパ球）、B細胞（Bリンパ球）、マクロファージや補体、ナチュラルキラー細胞、樹状細胞、白血球がある。それらは互いに連携・補足し合いながら、免疫系を構成している。
1962年、最初の免疫不全マウスであるヌードマウスが発見された。ヌードマウスは文字通り毛が生えないマウスであるが、ヌードマウスは胸腺を欠くことで成熟したT細胞がなく、免疫不全になる。ヌードマウスは一部のヒトの癌細胞が生着し、癌研究や抗がん剤の開発に役立った。しかし、ヌードマウスには成熟したT細胞以外の免疫細胞は存在し、多くのヒトの細胞は生着出来なかった」。その後いくつかの免疫不全マウスが発見されたが、1983年当時としては画期的なSCID（severe combined immunodeficiency 重症複合免疫不全）マウスが発見された。SCIDマウスはT細胞とB細胞を欠き、腎臓にヒト胎児の肝臓と胸腺を埋め込むことでマウスの体内でヒトのT細胞が現れた。しかし、ヒト胎児の細胞を使う倫理の問題と、ヒト細胞の生着の不安定さの問題があった。その後1985年NOD(nonobese diabetic 痩せ型糖尿病)マウスがNK細胞や補体・マクロファージの活性に劣ることが発見され、NODマウスとSCIDマウスを交配させた NOD-scidマウスが1995年に作られた。NOD-scidマウスはそれまでの免疫不全マウスよりヒト細胞の生着に優れ、ヒト胎児の肝臓と胸腺を用いずとも、ヒトの造血細胞がある程度生着し、このNOD-scidマウスを使って造血幹細胞や白血病細胞の研究が大いに進んだ。また1995年にはIL-2（インターロイキン）などのサイトカインシグナル欠損マウス(IL-2rγノックアウトマウス)が人工的に作られ、NOD-scidマウスとIL-2rγノックアウトマウスを交配させた2011年現在もっとも優れた超免疫不全マウスであるNOD/Shi-scid-IL2Rγnullマウス（NOGマウス）が2002年日本で開発されている。また、SCIDマウスとは違う系統であるが成熟したB細胞とT細胞が完全に欠損したRag欠損(Ragnull)マウスが1992年に発見され、Rag欠損(Ragnull)マウスとIL-2rγノックアウトマウスを交配させた系統の超免疫不全マウスの系統が2000年欧米で開発されている。SCIDマウスの系統は放射線に非常に弱く、Rag欠損（Ragnull）マウスの系統は比較的強いなど、超免疫不全マウスにも性質の違いがあり、研究目的・手法によってどのマウスがもっとも優れているかは変わってくる。
| マウスの系列             | 欠損する免疫系                           | 特徴               |
| ------------------------ | ---------------------------------------- | ------------------ |
| ヌードマウス             | T細胞の欠損                              | 文字とおり無毛     |
| SCIDマウス               | T細胞、B細胞の2系統の欠損                | 放射線に弱い       |
| NODマウス                | 補体活性の減衰、マクロファージの機能不全 | 痩せ型糖尿病マウス |
| IL-2rγノックアウトマウス | NK細胞の欠損、樹状細胞の機能不全         |                    |
| Rag欠損（Ragnull）マウス | T細胞、B細胞の2系統の欠損                |                    |

これら免疫不全マウスの特徴を組み合わせ、より免疫不全であるマウスを開発していく。例えばSCIDマウスとNODマウス、IL-2rγノックアウトマウスを掛け合わせたNOD/Shi-scid-IL2Rγnullマウス(NOGマウス)はT,B,NK細胞が欠損し、補体、マクロファージ、樹状細胞がうまく働かない。NOGマウスはRag2null/IL2Rγnullマウスとならんで2011年現在もっとも優れたマウスの一つである。が、さらにヒトの細胞の生着にすぐれた品種の改良は続いている。

## 疾患モデル
ヒト化マウスの研究モデル、ヒト疾患モデルとしては
- ヒト造血モデル
- ヒト感染症モデル
- ヒト癌モデル
- ヒト臓器モデル

などがある。
現在の免疫不全マウスではリンパ球はうまく根付くものの、IgG抗体は産出されず、赤血球や顆粒球も十分には産出されない。ヒト感染症モデルではヒトリンパ球に感染するHIV,HTLV-1,EBウイルスなどを感染させたモデルが実用され、マウスにヒト肝細胞を移植しC型肝炎ウイルスを研究することも可能である。超免疫不全マウスはヒトの癌も容易に移植できるので癌の性質や抗がん剤の効果の研究も可能である。ヒト臓器モデルとしては血小板や卵巣、子宮細胞、肝細胞をマウスに定着させることはすでに行われている。ヒトの細胞の生着によりすぐれた品種の改良によってさらに広範な用途が期待されている。

## トランスジェニックマウス
トランスジェニックマウスはマウスの遺伝子に外来の遺伝子を組み込んだマウス（遺伝子改変動物）である。トランスジェニック技術を使ったヒト化マウスはマウスの受精卵にヒトの遺伝子を主に微小な針でDNAの注入を行う方法 (マイクロインジェクション法）で作られる。組み込む遺伝子でその性質は違い、疾患の原因遺伝子を組み込めばヒト疾患モデルになり、ヒト免疫グロブリン遺伝子を導入したマウスを用いるとヒト抗体をマウスが作る。
トランスジェニック技術を用いたヒト化マウスはさまざま実用化されているが、その1例にポリオマウスがある。
ヒトやサルに感染するポリオウイルスは細胞表面にあるポリオウイルスレセプター（PVR）にウイルスが吸着されることで感染する。しかし普通のマウスの細胞にはPVRがないのでポリオウイルスはマウスには感染しない。しかしトランスジェニック技術を用いてマウスの受精卵にヒトのPVR遺伝子を導入したポリオウイルスレセプタートランスジェニックマウス (PVR-Tgマウス)は細胞表面にPVRがあるのでマウスがヒトやサルの病気であるポリオに感染する。
トランスジェニック技術を用いて作った劇症の肝障害を起こすuPAマウス（アルブミンプロモーター制御下にウロキナーゼ型プラスミノーゲンアクチベータ遺伝子を発現するトランスジェニックマウス）とscid系免疫不全マウスを交配したuPA/scidマウスでは肝臓の80％以上をヒトの肝細胞に置き換えることができる。ほぼ臓器レベルでのヒト化マウスである。この肝臓がほぼヒトのものに置き換わったマウスにヒトの血液細胞（リンパ球）を移植し、さらにヒト肝炎ウイルス（HBV,HCV）を感染させてヒト肝炎モデルマウスも製作可能である。

### 註釈
1. ↑  より重度免疫不全への改良とは実験動物として、人間の都合に良いという意味である。一つの生命としてはより悪い方向に進んでいるのである
2. ↑  放射線影響研究所では免疫不全マウスにヒトの頭皮を移植し、ヒトの毛髪を生やしたマウスに放射線を当て放射線と脱毛の関係を調べる実験をしている。放射線影響研究所の実験画像（ヒトの毛髪を生やしたマウスの画像）は放射線影響研究所のHPで見ることが出来る。
3. ↑  T細胞も他の血液細胞と同じく骨髄で作られるが、T細胞は胸腺で教育を受けて試験に合格することで一人前の働きが出来るようになる。
4. ↑  NOD-scidマウスの系統にIL-2rγノックアウト遺伝子を導入した超免疫不全マウスはアメリカでも開発されている。-涌井「NOGマウスを用いたヒト化動物モデルの研究展開」